# Сравнительная политология
Сравни́тельная политоло́гия — одно из направлений политологии (политической науки). Основным методом сравнительной политологии выступает метод сравнения. Отсюда происходит ещё одно название этого направления — компаративистика (от англ. — compare — сравнивать). Сравнительная политология занимается изучением политики путём сравнения и сопоставления однотипных политических явлений в различных политических системах. Среди таких явлений в первую очередь подвергаются изучению политические процессы, политические отношения, политические институты, политические режимы, политическая культура, политические партии, движения и т. п.

## История
Сравнительная политология как самостоятельное направление исследований начала зарождаться в первой половине XIX века и первоначально исследования в этой области являлись простым описанием различий в протекании тех или иных политических процессов. Однако уже в середине XIX столетия американский исследователь Ф. Либер работал не только с современными ему политическими системами, но и историческими фактами, так как он считал историю важнейшей частью политической науки. Несколько позже, уже английский учёный, преподававший в Оксфорде, Э. Фримен, указал на три основных параметра, на основе которых могут быть найдены сходства между политическими явлениями в разных системах. Их схожесть может быть обусловлена подобием той среды, в которой находятся политические системы, а также сходностью их исторического развития и опыта. Не исключены и акты прямого заимствования тех или иных практик одной страной у другой. На первом этапе развития сравнительной политологии наблюдалась её сильная связь с юридической наукой в аспектах методологии. Кроме того, большое внимание уделялось сравнению непосредственно правовых систем с политологической точки зрения. Сходства методов же выражались в том, что и там, и там учёные в основном прибегали к точному описанию тех или иных явлений и последующему сопоставлению общих и различных признаков.
В начале XX века такие выдающиеся социологи как Макс Вебер и Эмиль Дюркгейм предложили новые способы для сравнительного изучения социальных, а вместе с тем и политических явлений. Вебер ввёл понятие «идеального типа», некого образца той или иной системы или явления, который никогда не существовал и не может существовать, но служит идеалом, с которым можно сравнить явление политической или социальной жизни и сделать на основе этого определённые выводы. Дюркгейм же писал о т. н. «социальных видах», которые имеют место в современных обществах и не являются ни историческими моделями, ни выражениями абстрактного философского идеала. Именно такие социальные виды можно подвергнуть продуктивному компаративистскому анализу. Тем не менее, в первые два десятилетия XX века продолжал доминировать чисто описательный подход, основанный сугубо на эмпирических фактах. Это препятствовало развитию методологии сравнительной политологии, приводило к необъективным, оценочным выводам. Одни политические системы признавались за образцы, на которые другим следует равняться, в данной научной области отчётливо прослеживалось предпочтение европейской модели политической системы. Таким образом, некоторые учёные вообще свели сравнительную политологию к простому обобщению эмпирической информации. В итоге, в начале XX века сложилась традиционная школа сравнительной политологии. Она отличалась опорой на эмпирические факты, слабо развитой теоретической частью. Кроме того, исследователи часто допускали чисто оценочные суждения, прослеживалась их симпатия к политическим системам ведущих европейских стран. Сравнительная политология была сведена к методу описания и простого сопоставления в основном политических систем, при этом это были только страны Европы, а также Америка.
Изменения в парадигме сравнительной политологии всё больше начали проявляться во второй трети XX века. Сначала это были небольшие статьи ряда авторов, в которых они, в том числе, впервые прибегали к сравнению отдельных политических институтов, а не государств в целом. Большой вклад в дальнейшее развитие компаративистики внёс и А. Дж. Тойнби. Он писал о том, что сопоставление фактов является лишь частью данного направления исследований. Наряду с ним важным его компонентом также является выработка общих закономерностей, формулирование законов деятельности тех или иных институтов в различной среде. К пересмотру устоявшейся парадигмы подталкивали и исторические события. Так, усиление США после Второй мировой войны, благодаря которому они смогли влиять на политические системы европейских стран, выявило неприменимость ряда ценностей и институтов американской политической модели к другим системам. Это разрушало прежние установки относительно стран-образцов, заставляло исследователей обращаться к анализу исторического развития тех или иных институтов.
Формирование школы новой сравнительной политологии связано с семинаром, проведённым в 1952 году в Чикаго с подачи Совета по обществоведческим исследованиям. В рамках этого мероприятия была пересмотрена традиционная парадигма компаративистики и выдвинуты новые правила исследований. Общими итогами семинара стали отход от традиции простого описания и сопоставления, осознание необходимости более тщательной проверки гипотез с помощью метода фальсификации, расширение спектра исследуемых стран с включением стран Азии и Латинской Америки.
Развитие сравнительной политологии неизбежно было связано с развитием политической науки в целом. Так, в середине XX века возникло два подхода в анализе политических явлений: системный и бихевиористский. Представители первого стремились выявить системность в функционировании тех или иных институтов политической жизни, политических систем в целом, изучали работу их структурных элементов, пытались создать универсальные переменные, которые бы характеризовали политические процессы. Бихевиористский же подход концентрировался в основном на поведении политических акторов, на их индивидуальной реакции на те или иные раздражители. При этом, выявляя определённые закономерности, исследователи смогли приступить к разработкам определённой теоретической базы, которая не нуждалась в эмпирических данных. Появление этих двух подходов благотворно сказалось на политической компаративистике, которая вобрала в себя благодаря ряду учёных методологию обоих подходов (это ярко проявилось, например, в системном подходе Г. Алмонда). Пытаясь интегрировать в политический анализ больше математических инструментов, Габриэль Алмонд совместно с Б. Пауэллом разработали систему, состоящую из девяти секторов, образованных тремя координатными плоскостями. Каждая из них отражала ту или иную характеристику политической системы в зависимости от степени её проявления. Данная система стала весьма полезным инструментом для политической компаративистики.
Во второй половине XX века наметился новый раскол в подходах к сравнительной политологии. С одной стороны, философы-постмодернисты, набиравшие популярность в тот момент, засомневались в самой релевантности такой науки как политическая компаративистика, так как они постулировали во многом случайность тех или иных актов познания, спонтанность явлений. Обновление в компаративистику привнесло и феминистическое движение, заинтересовавшееся положением женщин в различных странах. Одновременно с этим, критиковался излишний рационализм традиционных политических институтов и самой компаративной науки. С другой стороны, другая группа учёных обратилась к опыту «отцов-основателей» — вновь набрали популярность учения К. Маркса и М. Вебера. Исследователи, с одной стороны, пытались применять категории марксизма в политическом сравнении, а с другой, проявляли повышенный интерес к «идеальным типам» Вебера и историческим факторам в сравнительной политологии. Ещё одной тенденцией в развитии компаративистики стало стремление к обновлению и расширению её методологии с одновременным переосмыслением её устоявшихся подходов. Была поставлена под сомнение традиция квалифицировать национальное государство как основной институт политического анализа. Кроме того, была повышена роль установления той или иной теоретической парадигмы, которая бы позволила более глубоко анализировать эмпирические факты.

## Методология
В сравнительной политологии, как и в других дисциплинах компаративистики, важнейшую роль играет определение методов и установок, с которыми учёный приступает к исследованию. Большинство споров XX века относительно компаративистики в своей сути имели именно методологические разногласия.
Сравнительная политология подразумевает ряд допущений и установок. Прежде всего, эмпирические данные необходимо собирать до выдвижения каких бы то ни было предположений и теорий. Это нужно для того, чтобы повысить объективность конечных выводов. Кроме того, те выводы, которые сделаны на основе сравнения тех или иных элементов политических феноменов, не являются безусловно истинными, так как в любом случае основаны на эмпирический данных. Также, необходимо иметь в виду, что любое сравнение подразумевает выбор тех или иных черт, которые будут сопоставляться, что может вести к искажению общего представления относительно того или иного политического феномена. Следует не забывать, что любая система и явление так или иначе уникальны. Наконец, нужно заранее выбирать те переменные, на основании которых будет производиться сравнение.
Сравнительное исследование явлений политической жизни должно строиться на ряде определённых выбранных переменных, которые должны отражать те или иные качественные или количественные изменения и различия. При их выборе учёные руководствуются положениями политической науки, целями своего исследования, необходимостью тех или иных переменных для исследования. Различают три вида переменных — зависимые, независимые и вмешивающиеся. Между первыми двумя существует связь: так как независимые переменные обычно отражают характеристики среды, то они влияют на изменения зависимых от них переменных. На само же взаимодействие между ними могут воздействовать вмешивающиеся переменные, которые могут изменить характер и степень их взаимодействия или разрушить его.
Компаративисты неизбежно сталкиваются с рядом затруднений в процессе исследований. Так, важнейшей проблемой сравнительно политологии является поиск таких явлений, которые вообще можно было бы сопоставить при минимизации искажений сущности каждого из них. Выходом из этой ситуации становится исследование стран с похожими системами, историческим опытом, географически близких. Кроме того, возникает и проблема поиска общих для всех исследуемых явлений принципов их протекания и выводов относительно них. Исследователи неизбежно оказываются в ситуации, когда, с одной стороны, необходимо помнить об уникальности каждой страны и события, но с другой, без выявления общих закономерностей невозможно дальнейшее формирование теории. Со второй половины XX века перед исследователями также встал вопрос о суверенитете сравнивавшихся ими стран, так как процесс глобализации всё активнее набирал обороты. Так как ранее основной единицей сравнительного анализа выступало национальное государство, то в процессе международной интеграции в целом ряде аспектов их национальная самобытность начала размываться, что поставило под вопрос саму возможность их объективного сравнения. Кроме того, большая проблема объективности исследований включает в себя и проблему правильной интерпретации данных. Причём трудность заключается не только в верной трактовке полученных эмпирических данных, но и в интерпретации тех понятий и категорий, которыми пользуется исследователь (например, понятие «демократия» может иметь множество трактовок, которые могут различаться в зависимости от принадлежности учёного к той или иной школе или от его ценностных установок).

## Виды сравнительных исследований
Для сопоставления тех или иных явлений политической жизни учёные используют различные способы их сравнения. Так, одним из основных видов сравнительных исследований является такое, при котором выбираются и сопоставляются две страны, которые, являясь различными, достигли похожих результатов, или пришли к схожим системам и др. Такие исследования называют бинарными. В данном случае одной из основных задач исследователя становится выявление наиболее яркого различия между ними. В рамках данного типа исследований зачастую сравниваются именно непохожие страны.
Кроме того, исследователи проводят сопоставление и между похожими странами, которые являются таковыми в силу своего близкого географического положения, уровня экономического развития, общности исторического опыта. Так как изучению подвергаются целые регионы, то и сами исследования называются региональными. При этом сами по себе страны, согласно новым методическим установкам, могут иметь как совсем небольшое количество различий (что, по мнению А. Пшеворского невозможно), так и не иметь ничего общего кроме географического положения.
Также, существуют исследования, в которых акцент делается лишь на одной стране и в таком случае учёные исследуют одну конкретную ситуацию, которая имела место и в других странах. В этом случае происходит сравнение их поведения в схожих «кейсах» (такой вид исследований и называется «case-study») при изначальном различии их политических систем.
Особым видом сравнительных исследований являются те, при которых сопоставляются те или иные явления политической жизни либо в процессе их исторического развития, либо сравниваются те или иные явления в одной политической системе с теми же явлениями в другой, но в разные исторические моменты. Первый подвид называют динамическими исследованиями, второй — асинхроническими.
Наконец, ещё одним видом сравнительных исследований можно считать такие, при которых берётся одна или ряд переменных и измеряется во всех или во многих странах мира. Исходя из данной стратегии, такие исследования называют глобальными. Они могут быть полезны для составления подробного анализа динамики политических режимов, выявления закономерностей в предпосылках тех или иных политических измерений и др.